# Pallacanestro 3x3 ai XX Giochi dei piccoli stati d'Europa
Le competizioni di pallacanestro 3x3 ai XX Giochi dei piccoli stati d'Europa si sono svolte dal 27 al 29 maggio 2025.

## Podi
| Evento           | Oro         | Argento | Bronzo |
| Torneo maschile  | Cipro       | Andorra | Malta  |
| Torneo femminile | Lussemburgo | Malta   | Monaco |

## Medagliere
| Pos.   | Paese       | Oro | Argento | Bronzo | Totale |
| ------ | ----------- | --- | ------- | ------ | ------ |
| 1      | Cipro       | 1   | 0       | 0      | 1      |
| 1      | Lussemburgo | 1   | 0       | 0      | 1      |
| 3      | Malta       | 0   | 1       | 1      | 2      |
| 4      | Andorra     | 0   | 1       | 0      | 1      |
| 5      | Monaco      | 0   | 0       | 1      | 1      |
| Totale | Totale      | 2   | 2       | 2      | 6      |